# Santiago Martín Jiménez
Santiago Martín Jiménez, més conegut com a Santi Martín, és un exfutbolista basc. Va nàixer a Sant Sebastià el 27 de març de 1970, i ocupava la posició de defensa.

## Trajectòria
Va disputar dos partits de primera divisió amb la Reial Societat. El primer va ser a la campanya 86/87, l'any en què els donostiarres guanyen la Copa del Rei. No es consolida a la Reial Societat i no apareix de nou fins a un altre encontre de la temporada 90/91, en el qual és suplent.